# Affaldstræ
Affaldstræ er træ, der har været brugt, og kommer altså ikke direkte fra naturen.
Meget affaldstræ kommer enten fra nedrivning af bygninger eller ombygning. En anden stor kilde er emballage, hvor der bruges en del træ til paller, kasser, mellemlæg til beskyttelse af gods eller skridsikring.
Rent, ubehandlet træ kan ofte genbruges til savsmuld, træbriketter, brænde, spånplader eller endda som en ingrediens i nye bilruder!
Behandlet træ deles op i imprægneret træ (trykimprægneret eller malet med træbeskyttelse) der er miljøfarligt deponiaffald og andet behandlet træ, der kan genbruges til energi- og varmeproduktion på kraftvarmeværker.
Bemærk at det ikke er tilladt at brænde behandlet træ privat i Danmark, hverken på bål eller i kakkelovn.